# Charles Dixon (homme politique)
Pour les articles homonymes, voir Charles Dixon (homonymie) et Dixon.
Charles Dixon (1730 ou 31 - 1817), était un fermier et un homme politique canadien du Nouveau-Brunswick.
Amos Botsford naît le 8 mars 1730 ou 1731 à Kirklevington, en Angleterre. Il se lance dans les affaires puis décide d'émigrer en Nouvelle-Écosse et embarque le 16 mars 1772 pour Halifax. Il part ensuite dans ce qui allait devenir le Nouveau-Brunswick, où il achète une ferme à Sackville. Il est par la suite nommé juge de paix et se lance en politique en étant élu député de Westmorland en 1786, lors de la 1re législature du Nouveau-Brunswick. Il meurt à Sackville le 21 août 1817.